# Burdignes
Burdignes est une commune française située dans le canton du Pilat, dans le département de la Loire en région Auvergne-Rhône-Alpes.

## Géographie
Le village de Burdignes se situe dans le parc naturel régional du Pilat. Le bourg se situe sur un col à environ 900 m d'altitude mais la commune comporte de nombreux hameaux. La commune de Burdignes est limitrophe des départements de l'Ardèche et de la Haute-Loire. Le département de la Loire y atteint son extrémité sud.
|                      | Bourg-Argental | Saint-Marcel-lès-Annonay Ardèche |
| Saint-Sauveur-en-Rue | Burdignes      | Boulieu-lès-Annonay Ardèche      |
| Riotord Haute-Loire  | Vanosc Ardèche | Annonay Ardèche                  |

### Climat
Pour des articles plus généraux, voir Climat d'Auvergne-Rhône-Alpes et Climat de la Loire.
En 2010, le climat de la commune est de type climat océanique altéré, selon une étude du Centre national de la recherche scientifique s'appuyant sur une série de données couvrant la période 1971-2000. En 2020, Météo-France publie une typologie des climats de la France métropolitaine dans laquelle la commune est exposée à un climat de montagne ou de marges de montagne et est dans la région climatique Sud-est du Massif Central, caractérisée par une pluviométrie annuelle de 1 000 à 1 500 mm, minimale en été, maximale en automne.
Pour la période 1971-2000, la température annuelle moyenne est de 8,8 °C, avec une amplitude thermique annuelle de 16,3 °C. Le cumul annuel moyen de précipitations est de 1 036 mm, avec 10,5 jours de précipitations en janvier et 6,8 jours en juillet. Pour la période 1991-2020, la température moyenne annuelle observée sur la station météorologique de Météo-France la plus proche, « Saint-Marcel Annonay », sur la commune de Saint-Marcel-lès-Annonay à 5 km à vol d'oiseau, est de 11,1 °C et le cumul annuel moyen de précipitations est de 826,4 mm,. Pour l'avenir, les paramètres climatiques de la commune estimés pour 2050 selon différents scénarios d'émission de gaz à effet de serre sont consultables sur un site dédié publié par Météo-France en novembre 2022.

## Urbanisme

### Typologie
Au 1er janvier 2024, Burdignes est catégorisée commune rurale à habitat très dispersé, selon la nouvelle grille communale de densité à sept niveaux définie par l'Insee en 2022.
Elle est située hors unité urbaine et hors attraction des villes,.

### Occupation des sols
L'occupation des sols de la commune, telle qu'elle ressort de la base de données européenne d’occupation biophysique des sols Corine Land Cover (CLC), est marquée par l'importance des forêts et milieux semi-naturels (66,9 % en 2018), en diminution par rapport à 1990 (68,7 %). La répartition détaillée en 2018 est la suivante :
forêts (56 %), prairies (32,8 %), milieux à végétation arbustive et/ou herbacée (10,9 %), zones urbanisées (0,3 %). L'évolution de l’occupation des sols de la commune et de ses infrastructures peut être observée sur les différentes représentations cartographiques du territoire : la carte de Cassini (XVIIIe siècle), la carte d'état-major (1820-1866) et les cartes ou photos aériennes de l'IGN pour la période actuelle (1950 à aujourd'hui).

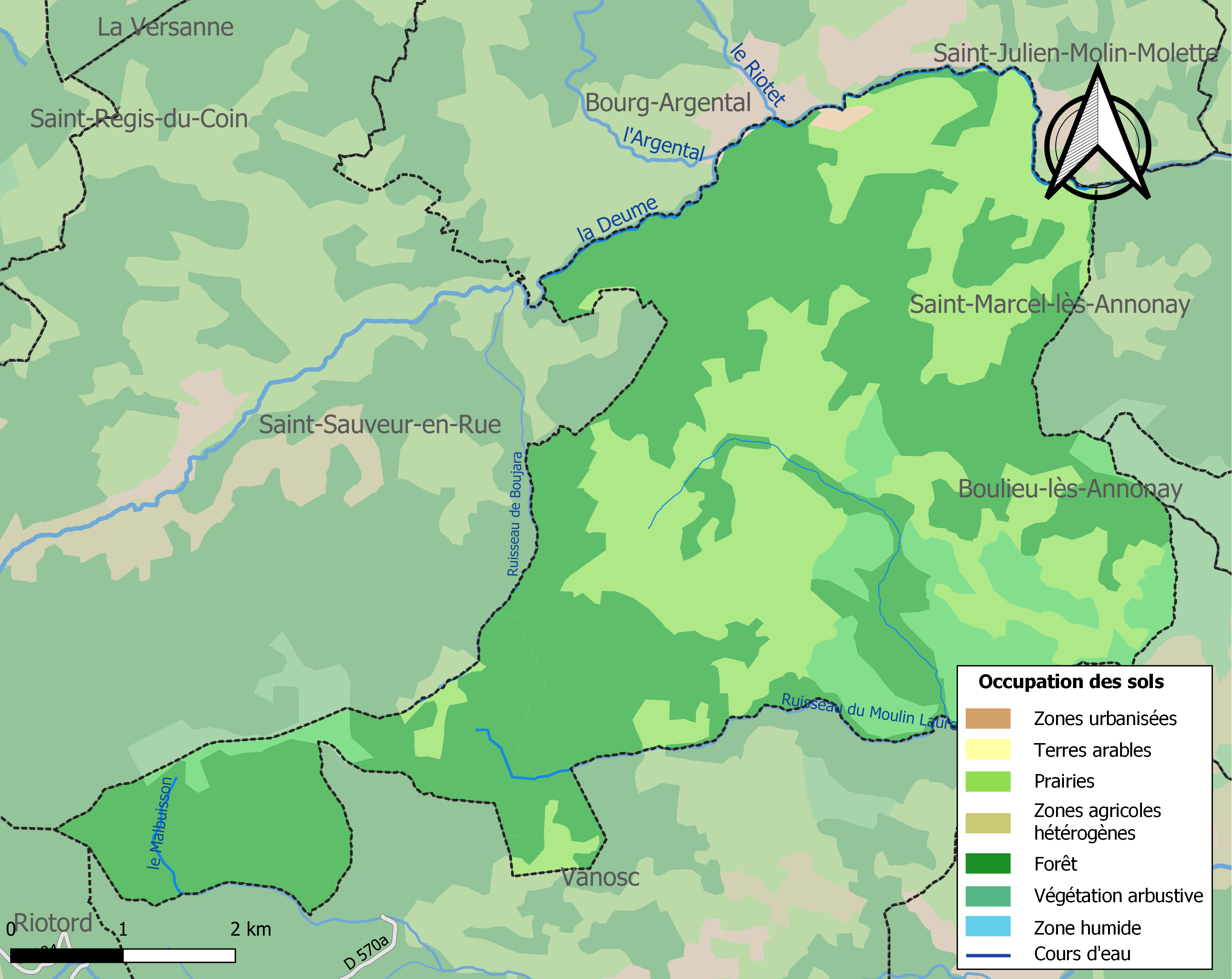
Carte des infrastructures et de l'occupation des sols de la commune en 2018 (CLC).

## Toponymie
Mentionné comme Ecclesia de Burdiniaco en 1061 dans le cartulaire de Saint-Sauveur-en-Rue ; puis Ecclesia Sancti Martini de Burdiniaco, puis Bourdigne en 1632, et enfin Burdignes au XVIIIe siècle.
D'après Albert Dauzat, Burdinia (villa) basée sur un nom d'homme gallo-romain Burdinius, provenant du gaulois Burdos, le suffixe -acum de la forme Burdiniaco de 1061 ne s'étant pas maintenu.

## Politique et administration
| Période                                  | Période   | Identité       | Étiquette | Qualité     |
| ---------------------------------------- | --------- | -------------- | --------- | ----------- |
| Les données manquantes sont à compléter. |           |                |           |             |
| mars 2001                                | mars 2008 | Bruno Cade     |           |             |
| mars 2008                                | mars 2014 | Sophie Tricot  |           |             |
| mars 2014                                | mai 2020  | Vincent Thomas |           |             |
| mai 2020                                 | En cours  | Philippe Heitz |           | Journaliste |

## Démographie
L'évolution du nombre d'habitants est connue à travers les recensements de la population effectués dans la commune depuis 1793. Pour les communes de moins de 10 000 habitants, une enquête de recensement portant sur toute la population est réalisée tous les cinq ans, les populations de référence des années intermédiaires étant quant à elles estimées par interpolation ou extrapolation. Pour la commune, le premier recensement exhaustif entrant dans le cadre du nouveau dispositif a été réalisé en 2007.

En 2022, la commune comptait 409 habitants, en évolution de +13,61 % par rapport à 2016 (Loire : +1,32 %, France hors Mayotte : +2,11 %).
| 1793 | 1800 | 1806 | 1821 | 1831 | 1836 | 1841 | 1846  | 1851 |
| ---- | ---- | ---- | ---- | ---- | ---- | ---- | ----- | ---- |
| 871  | 635  | 830  | 957  | 985  | 964  | 950  | 1 003 | 981  |

| 1856  | 1861  | 1866  | 1872  | 1876  | 1881  | 1886  | 1891  | 1896  |
| ----- | ----- | ----- | ----- | ----- | ----- | ----- | ----- | ----- |
| 1 067 | 1 073 | 1 069 | 1 069 | 1 129 | 1 163 | 1 175 | 1 219 | 1 038 |

| 1901 | 1906 | 1911 | 1921 | 1926 | 1931 | 1936 | 1946 | 1954 |
| ---- | ---- | ---- | ---- | ---- | ---- | ---- | ---- | ---- |
| 962  | 950  | 992  | 834  | 767  | 746  | 721  | 620  | 527  |

| 1962 | 1968 | 1975 | 1982 | 1990 | 1999 | 2006 | 2007 | 2012 |
| ---- | ---- | ---- | ---- | ---- | ---- | ---- | ---- | ---- |
| 444  | 422  | 367  | 367  | 342  | 342  | 356  | 358  | 347  |

| 2017 | 2022 | - | - | - | - | - | - | - |
| ---- | ---- | - | - | - | - | - | - | - |
| 368  | 409  | - | - | - | - | - | - | - |

## Culture locale et patrimoine

### Lieux et monuments
- La Maison dans la Nature.
- Espace Nordique du Haut Pilat.
- Ruines du château de Montchal (on trouve aussi : Moncha, Montchat), bâti sur un tertre élevé sur un affleurement granitique à près de 900 m d'altitude[20]. Montchal est le berceau d'une famille noble forézienne et vivaroise : la branche qui tenait le château et la seigneurie sous la suzeraineté des Pagan d'Argental (eux-mêmes vassaux liges des Dauphins)[21], s'est éteinte en la personne de Marguerite de Montchal, femme de Jean II de Lavieu de Roche, seigneur entre autres fiefs de la baronnie d'Andance et Thorrenc (voir des précisions à ce dernier article) ; (une autre transmission possible est donnée par les Archives du Rhône : en 1296, Moncha appartient à Jacquemet de Jarez ; or les Durgel de St-Priest et St-Chamond évoqués ci-après peuvent être considérés comme les successeurs des Jarez)[22]. 
  - Jean de Lavieu (meurt vers 1369), sans postérité, mais sa veuve Marguerite garde Andance et Thorrenc, qu'elle transmet avec Montchal à son 2e époux, Guichard Durgel de St-Priest, sire de St-Chamond[23]. Leur descendante Gabrielle de St-Priest de St-Chamond (v. 1547-1596), fille héritière de Christophe de Saint-Priest-Saint-Chamond (1520-1580 ; frère aîné de Jean et d'Antoine de Montchal, tous enfants de Jean II de St-Priest-St-Chamond), ancienne abbesse de Clavas, apporte Andance et Thorrenc, St-Chamond, Montchal, à son mari Jacques Mitte de Chevrières (1549-1605), épousé en 1577.
  - Les Mitte de Chevrières vont conserver St-Chamond, Andance et Thorrenc, mais Montchal passera à la sœur de Jacques, Catherine Mitte de Chevrières, mariée 1° 1571 à Jean (III) de St-Priest-St-Etienne, puis 2° en octobre 1576 à Gaspard de Simiane d'Evènes (il teste en 1603), chevalier de St-Michel en 1576, gentilhomme ordinaire de la Chambre du roi en 1598, issu d'une grande famille provençale, fils puîné de Bertrand-Rambauld de Simiane, baron de Gordes. Les Simiane-Moncha vont désormais garder Montchal jusqu'à Anne-Marie-Christine de Simiane de Gordes et Moncha, ci-dessous, arrière-arrière-petite-fille de Catherine et Gaspard : 
    - Bertrand de Simiane († 1642), comte de Moncha, sgr. de la Rochegiron, est le fils aîné de Catherine et Gaspard, et il marie Louise, fille d'Edme de Mâlain de Lux, d'où entre autres enfants : Claude-Edme de Simiane († 1676), comte de Moncha, gouverneur de Valence, lieutenant-général, prisonnier à Rocroi, marié en 1649 à Claudine-Renée-Anne de Ligneville (1630-1715), dont : François-Louis-Claude-Edme de Simiane, époux en 1682 de sa cousine éloignée Anne-Thérèse de Simiane (1661-1740), héritière de la branche aînée de Simiane-Gordes, dont : 
      - ladite Anne-Marie-Christine de Simiane-Moncha-Gordes (1683-† en août 1722), qui marie en 1720 Emmanuel-Théodose de La Tour d'Auvergne, duc de Bouillon et d'Albret (1668-1730) : Parents d'Anne-Marie de La Tour d'Auvergne (1722-† 1739 en couches), qui épouse en 1734 le maréchal Charles de Rohan-Soubise (1715-1787)[24].

  - La famille de Montcha(l) (ne pas confondre avec Montchal) eut d'autres branches, notamment celle active en Vivarais[25].
- Site mégalithique de la baignoire des Gaulois.
- La très grande forêt de Taillard.
- Vestiges importants de la ligne de chemin de fer entre Firminy, Annonay et Saint-Rambert-d'Albon.
- Église néo-romane Saint-Martin (XIXe siècle) rattachée à la paroisse catholique Saint-Régis d'Argental[26].

### Artisans à Burdignes
- Ferronnerie d'art
- Vannerie
- Fromages
- Yaourts fermiers

### Filmographie
- Un Village dans le vent (2018)